# Аксайское сельское поселение
Аксайское сельское поселение — сельское поселение в Октябрьском районе Волгоградской области. 
Административный центр - село Аксай. 

## Географическое положение
Аксайское сельское поселение граничит:
- на севере - с Абганеровским сельским поселением,
- на юге – с Жутовским сельским поселением,
- на востоке – с Республикой Калмыкия,
- на юге-востоке – с Перегрузненским сельским поселением,
- на западе – с Ковалевским сельским поселением,
- на северо-западе - с Васильевским сельским поселением.

## Население
| 2010  | 2012  | 2013  | 2014  | 2015  | 2016  | 2017  |
| ----- | ----- | ----- | ----- | ----- | ----- | ----- |
| 1597  | ↘1563 | ↘1552 | ↘1524 | ↘1518 | ↘1486 | ↘1459 |
| 2018  | 2019  | 2020  | 2021  |       |       |       |
| ↘1446 | ↘1419 | ↘1406 | ↘1380 |       |       |       |

## Состав сельского поселения
| № | Населённый пункт | Тип населённого пункта       | Население |
| - | ---------------- | ---------------------------- | --------- |
| 1 | Аксай            | село, административный центр | 1559      |
| 2 | Тихий            | посёлок                      | 38        |

## Транспорт
Территорию поселения пересекает автодорога Волгоград - Котельниково - Сальск.